# Linia kolejowa Cheb – Tršnice – Luby u Chebu
Linia kolejowa Cheb – Tršnice – Luby u Chebu (Linia kolejowa nr 146 (Czechy) – jednotorowa, regionalna i niezelektryfikowana linia kolejowa w Czechach. Łączy Cheb i Luby u Chebu. Przebiega w całości przez terytorium kraju karlowarskiego.